# Sissi – Sorsdöntő évek
A Sissi – Sorsdöntő évek (eredeti címén Sissi – Schicksalsjahre einer Kaiserin) 1957-ben bemutatott osztrák-német romantikus filmdráma, rendezője Ernst Marischka, főszerepben Romy Schneider és Karlheinz Böhm. Ez a film a Sissi-trilógia harmadik, befejező része.

## Cselekmény
A cselekmény középpontjában Sissi tüdőbetegsége áll, mely miatt sokat utazgat. A történet Ferenc József és Erzsébet látogatásával végződik az ellenséges hangulatú Milánóban és Velencében.

## Szereplők[6]
- Romy Schneider („Sissi”, Erzsébet császárné) – Györgyi Anna
- Karlheinz Böhm (Ferenc József császár) – Rátóti Zoltán
- Walther Reyer (Andrássy Gyula gróf) – Rubold Ödön
- Peter Neusser (Batthyány Elemér gróf) – Nagy Gábor
- Vilma Degischer (Zsófia főhercegné) – Tóth Judit
- Magda Schneider (Ludovika hercegnő) – Földi Teri
- Gustav Knuth (Miksa herceg) – Vajda László
- Uta Franz (Ilona hercegnő) – Tóth Enikő
- Josef Meinrad (Böckl ezredes) – Tahi-Tóth László
- Erich Nikowitz (Ferenc Károly főherceg) – Suka Sándor
- Senta Wengraf (Bellegarde grófné) – Szoboszlai Éva
- Hans Ziegler (Seeburger udvari orvos) – Versényi László
- Sonia Sorel (Henriette Mendel) – Málnai Zsuzsa
- Klaus Knuth (Lajos bajor herceg)[7] – Kaszás Attila